# Nude (plaats)
Nude (ook De oude Nude) is een buurtschap in het westen van de Nederlandse gemeente Wageningen, gelegen in de provincie Gelderland. Het ligt tussen de Grebbeberg (gemeente Rhenen) en de bebouwde kom van Wageningen.

## Capitulatie
Volgens sommigen zou een verlaten boerderij in de Nude de plaats zijn geweest waar op 6 mei 1945 door opperbevelhebber Johannes Blaskowitz van de Duitse troepen in Nederland enige praktische afspraken rond de capitulatie werden bekrachtigd. Zie voor deze kwestie ook de capitulatiebespreking in Wageningen.
Kernen: Wageningen · Wageningen-Hoog      Buurtschap: Nude

Gelderland: Steden en dorpen in Gelderland      Nederland: Provincies · Gemeenten